# 高宮 (福岡市)
高宮（たかみや）は、狭義には福岡県福岡市南区にある地名。現行行政地名は高宮一丁目から高宮五丁目。郵便番号は、815-0083。
広義には、西鉄天神大牟田線の駅である高宮駅を中心として、南区内の高宮・大楠・玉川町・清水・市崎・多賀・野間付近に広がる住商地域が「高宮地域」として認識される（高宮駅や福岡市立高宮中学校の住所は大楠3丁目であり、さらに高宮浄水場は大池2丁目である）。そのため隣接する平尾地域（広義）との境界は曖昧である（以前存在した筑前高宮駅は中央区那の川2丁目になる。又、福岡市立高宮小学校は中央区白金2丁目にある）。

## 概要

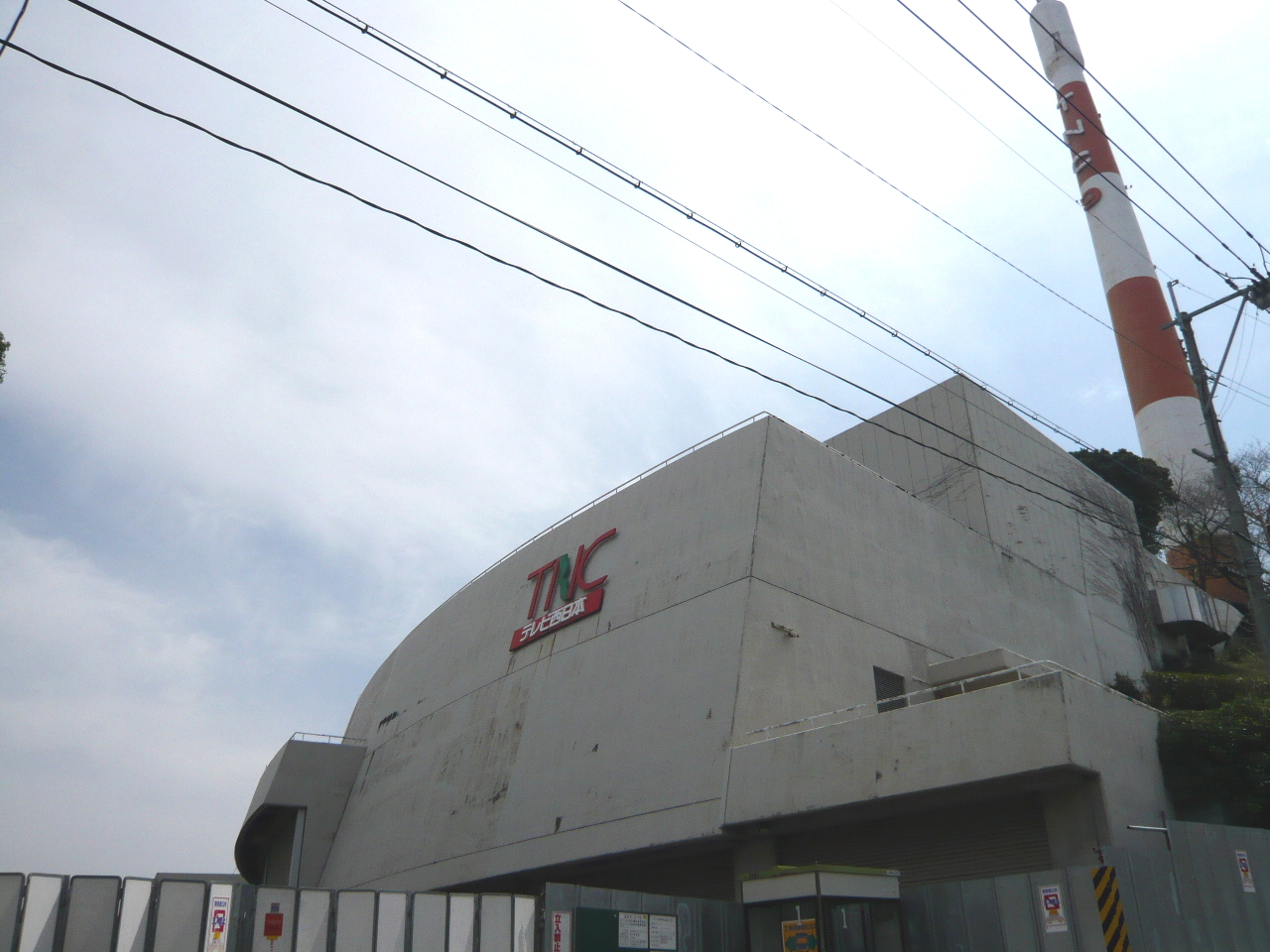
かつて高宮にあったテレビ西日本の旧放送会館（旧本社）

当地域は南区の北部に位置し、中央区との区界になっている。
大楠や玉川町はほとんど坂のない平坦な地形である。これに対し、高宮、多賀、野間あたりは小さな丘陵地帯になっており駅から離れて西に行くほど徐々に高度が上がり、緑地や寺社や公園も多く見られる。丘陵部の上には高宮浄水場がある。
高宮駅付近や県道（高宮通り）沿いには高層マンションが多く立ち並び、またスーパーや飲食店、雑貨店、小規模オフィスなどがある。駅を離れ西側の丘陵部付近は閑静な住宅街になっている。かつて高宮4丁目にはテレビ西日本の本社があったが、1996年にシーサイドももちに移転し、当地に残った同社関連会社のビデオステーション・キュー（現・VSQ）も2007年に移転し、完全閉鎖された。
また高宮地域には公立小中学校のみならず、筑紫丘高校があり、また都築学園グループの高校や大学もあるため、文教地区としての性格を持つ。
都心からも近く（天神まで各停で3駅）、買い物や飲食の利便性が高い。また多くの企業が当地域に社宅・寮などの共同住宅を置いている（九州電力、NTT、佐賀銀行、東京海上日動、信金中央金庫、朝日生命、日本郵政、全農、日本興亜損保、日本開発銀行など）。
高宮の地名は当地の高宮八幡宮に由来する。
福岡市内では高級住宅地であり、
タモリの出身地として有名で、『武田鉄矢・今朝の三枚おろし』で近藤正高の『タモリと戦後ニッポン』を取り上げた時、武田鉄矢はビバリーヒルズと称した。

### 地価
住宅地の地価は、2014年（平成26年）1月1日の公示地価によれば、の地点で23万8000円/m2となっている。

## 交通

### 道路
- 高宮通り（福岡県道31号福岡筑紫野線）
  - 当地域を北西（警固方面）←→南東（日赤通りと合流）に走る県道である。高宮駅の駅前を通るため、当地域で最も繁華な道路で、当地域においては道路も歩道も広く整備された道路である。
- 日赤通り
  - 高宮通りより東にあり、ほぼ並行する道路で、北西（渡辺通り方面）←→南東に走る。清水四つ角で直角にカーブし、野間四つ角に至りさらに直角にカーブして高宮通りと合流し、大橋・筑紫野市方面に走る。
- 大池通り
  - 高宮駅から徒歩5分程度南方にある野間四つ角交差点で高宮通りとほぼ直角に交差する道路。西に走ると野間大池、長住を経由し、そこからほぼ真西に走って城南区の島廻橋交差点に至り、福大通りに接続する。東に走ると清水四つ角に至り、日赤通りときよみ通りに接続する道路。

### 鉄道
おおむね、西鉄天神大牟田線の高宮駅が最寄となるが、高宮1丁目、大楠2丁目付近は同線の隣駅である西鉄平尾駅が最寄となる。ただし両駅とも各駅停車（種別は普通）のみ停車する（両駅とも平日朝の一部時間帯のみ急行列車も停車する）。

### バス
地区内には大池通り・高宮通りと言った主要な西鉄バス路線があり、比較的本数は多い。バスは天神や博多駅などの都心方面を中心として、南区や城南区などの住宅地方面があり、西鉄バスと西鉄天神大牟田線の乗り換えも多い。
当地域のバス停（野間四角バス停）から乗れる行き先および主な経由は以下の通り。（快速が停車しないバス停も数箇所ある）
＜＜上り＞＞
＜＜天神方面＞＞
- ■■ 快速151・152（野間快速線）天神行き・福岡タワー行き・中央埠頭行き・中央ふ頭クルーズセンター行き（福岡タワー行きは清水町発車後はW1番として・中央埠頭方面は天神より80番として運行）
  - 野間四角→清水町→渡辺通一丁目→天神→（西公園）都市高速→PayPayドーム前→福岡タワー（TNC放送会館）
  - 野間四角→清水町→渡辺通一丁目→天神→国際センターサンパレス前→中央ふ頭（博多港国際ターミナル）→中央ふ頭クルーズセンター
- ■ 51（野間（皿山）線）・52（野間（長住）線）吉塚営業所行き（赤坂門発車後は1番として運行）
  - 野間四角→西鉄高宮駅→薬院大通→赤坂門→天神→呉服町→県庁前→吉塚営業所
- ■ 52-1（野間（長住）線）天神行き
  - 野間四角→西鉄高宮駅→薬院大通→赤坂門→天神
- ■ 快速 51（野間（皿山）線）・52（野間（長住）線）吉塚営業所行き（赤坂門発車後は1番として運行）
  - 野間四角→西鉄高宮駅→薬院大通→赤坂門→天神→呉服町→県庁前→吉塚営業所
- ■ 51（野間（皿山）線）九大病院行き（赤坂門発車後は1番として運行）
  - 野間四角→西鉄高宮駅→薬院大通→赤坂門→天神→呉服町→県庁前→九大病院
- ■ 特快 51（野間（皿山）線）九大病院行き（赤坂門発車後は1番として運行）
  - 野間四角→西鉄高宮駅→薬院大通→赤坂門→天神→呉服町→県庁前→九大病院
- ■ 51（野間（皿山）線）・52（野間（長住）線）・無番（屋形原(現人橋)線）西鉄高宮駅東口行き
  - 野間四角→西鉄高宮駅東口
- ■ 快速161（屋形原(現人橋)線）那の津四丁目行き・九大前行き・博多ふ頭行き（那の津四丁目行きは清水町よりW3番として、箱崎三丁目(旧：九大前)行きは天神より1番として、博多ふ頭行きは天神より90番として運行）
  - 野間四角→清水町→那の川→渡辺通一丁目→天神→那の津四丁目
  - 野間四角→清水町→那の川→渡辺通一丁目→天神→呉服町→県庁前→箱崎三丁目(旧：九大前)
  - 野間四角→清水町→那の川→渡辺通一丁目→天神→博多ふ頭
- ■ 61（屋形原(現人橋)線）天神・呉服町方面行き・箱崎三丁目(旧：九大前)行き・那の津四丁目行き（天神・呉服町方面行き天神より610番として、那の津四丁目行きは清水町よりW3番として、箱崎三丁目(旧：九大前)行きは天神より1番として運行）
  - 野間四角→清水町→那の川→渡辺通一丁目→天神→呉服町→（千代）都市高速→（那珂川方面）
  - 野間四角→清水町→那の川→渡辺通一丁目→天神→呉服町→県庁前→箱崎三丁目(旧：九大前)
  - 野間四角→清水町→那の川→渡辺通一丁目→天神→那の津四丁目
- ■ 68-1（屋形原(現人橋)線）福浜行き
  - 野間四角→清水町→那の川→渡辺通一丁目→天神→長浜一丁目→唐人町三丁目→福浜

＜＜博多駅方面＞＞
- ■ 50（野間（城南）博多駅線）博多駅行き・中央埠頭行き（中央埠頭行きに関しては薬院駅前発車後は88番として運行）
  - 野間四角→西鉄高宮駅→高宮通り→薬院駅→渡辺通一丁目→住吉→博多駅→呉服町→国際会議場サンパレス前→中央ふ頭（博多港国際ターミナル）
- ■ 64（片江（長住）博多駅線）・66（屋形原(現人橋)線）・67（長住～博多駅線）博多駅筑紫口行き
  - 野間四角→清水町→日赤前→那の川→百年橋→博多駅筑紫口
- ■ 65（長住～博多駅線）博多駅行き
  - 野間四角→清水町→那の川→渡辺通一丁目→住吉→博多駅

＜＜大橋方面＞＞
- ■ 区1（野間（皿山）線）・区2（野間（長住）線）・ 6（屋形原(現人橋)線）西鉄大橋駅行き
  - 野間四角→清水町→薬大前→南区役所前→西鉄大橋駅

＜＜下り＞＞
＜＜皿山方面＞＞
- ■ 区1・51（野間（皿山）線）・151（野間快速線）柏原営業所行き
  - 野間四角→野間大池→皿山一丁目→自動車免許試験場→柏原→大城戸→柏陵高校前→柏原営業所
- ■ 50（野間（城南）博多駅線）・151（野間快速線）桧原営業所行き
  - 野間四角→野間大池→皿山一丁目→自動車免許試験場→柏原→桧原営業所

＜＜長住方面＞＞
- ■ 52（野間（長住）線）・152（野間快速線）長住六丁目行き・桧原営業所行き・柏原営業所行き
  - 野間四角→野間大池→長住三丁目→長住六丁目→松本池→桧原営業所
  - 野間四角→野間大池→長住三丁目→長住六丁目→松本池→桧原運動公園前→柏原営業所
- ■ 52-1（野間（長住）線）桧原営業所行き
  - 野間四角→野間大池→寺塚→長住三丁目→長住六丁目→松本池→桧原営業所
- ■ 65・67・区2（野間（長住）線）桧原営業所行き
  - 野間四角→野間大池→長住三丁目→長住六丁目→自動車免許試験場→柏原→桧原営業所
- ■ 67（長住～博多駅線）柏原営業所行き
  - 野間四角→野間大池→長住三丁目→長住六丁目→自動車免許試験場→柏原→大城戸→柏原営業所
- ■ 64（片江（長住）博多駅線）片江営業所行き・福大病院行き
  - 野間四角→長住三丁目→島廻橋→堤→東油山→油山団地前→南町→南片江小学校前→片江営業所→南片江→福大病院

＜＜中尾方面＞＞
- ■ 6（屋形原(現人橋)線）福大病院行き
  - 野間四角→若久→中尾一丁目→屋形原→柏原→桧原営業所→横内→堤→片江営業所→西片江一丁目→福大病院
- ■ 61（屋形原(現人橋)線）若久団地行き・若久団地第三行き・九州がんセンター行き
  - 野間四角→若久団地→若久団地第三
  - 野間四角→若久→中尾一丁目→福翔高校→九州がんセンター
- ■ 66（屋形原(現人橋)線）国立福岡病院行き
  - 野間四角→若久→中尾一丁目→国立福岡病院
- ■ 61（屋形原(現人橋)線）・66（屋形原(現人橋)線）・無番（屋形原(現人橋)線）今立経由那珂川営業所行き
  - 野間四角→若久→中尾一丁目→屋形原→今立→那珂川営業所
- ■ 61（屋形原(現人橋)線）・66（屋形原(現人橋)線）現人橋経由那珂川営業所行き
  - 野間四角→若久→中尾一丁目→屋形原→現人橋→那珂川営業所
- ■ 快速161（屋形原(現人橋)線）・無番（屋形原(現人橋)線）老司団地行き
  - 野間四角→若久→中尾一丁目→屋形原→老司団地

## 周辺

### 教育施設など
- 福岡市立大楠小学校（大楠3丁目）
- 福岡市立西高宮小学校（平和1丁目・高宮中の校区内であるが、平尾駅の方が近い）
- 福岡市立高宮中学校（大楠3丁目）
- 福岡市立春吉中学校（清水4丁目）
- 福岡市立野間中学校  (野間2丁目)
- 福岡県立筑紫丘高等学校（野間2丁目)
- 福岡第一高等学校（玉川町）
- 第一薬科大学（玉川町）
- 第一薬科大学付属高等学校（玉川町）
- 福岡大学高宮グラウンド（大楠3丁目）
- ひかり保育園（大楠3丁目）
- カトリック幼稚園（高宮2丁目）
- カトリック聖クララ幼稚園（大楠2丁目）
- 福岡赤十字看護専門学校（大楠3丁目）
- 日本カイロプラクティックドクター専門学院 福岡校(高宮3丁目)

### 医療施設
- 福岡赤十字病院

### 銀行
- 西日本シティ銀行（高宮5丁目）
- 福岡銀行（高宮5丁目）

### スーパー・飲食店
- ボンラパス（高宮5丁目）
- マクドナルド（高宮3丁目）
- 博多五風（大楠3丁目）

### 寺社・公園など
住宅街の中には公園や緑地も多いほか、宗教施設も多い。
- 上高宮北公園（市崎2丁目）
- 上高宮南公園（市崎2丁目）
- 成就院（高宮1丁目）
- 三月田公園（高宮1丁目・この公園前に西鉄バス55番（長住～天神線）が停まるバス停がある）
- 旧高宮貝島家住宅高宮南緑地（高宮3丁目）
- 福海公園（高宮3丁目）
- 高宮八幡宮（高宮4丁目・当地域における一番大きな寺社で、正月の頃は地元の人々の初詣で賑わう）
- 常光寺・最上稲荷（高宮4丁目・緑地に囲まれた丘の上にあり、階段で緑地を上がった場所にある）
- 光行寺（野間1丁目）
- 盤瀬公園（大楠3丁目）
- 大楠公園（大楠2丁目）
- 金光教福岡高宮教会（高宮5丁目）
- 立正佼成会福岡教会（大楠2丁目）
- 聖ボナベントゥーラ・カトリック高宮教会（高宮4丁目）
- インマヌエル福岡教会（大楠3丁目）
- 宮下池（高宮4丁目）

### その他
- ピア高宮（高宮3丁目）
- 高宮変電所（野間1丁目）
- 市営上高宮団地（市崎1丁目）